# Музей современного искусства (Фрайбург-им-Брайсгау)
Музей современного искусства во Фрайбурге-им-Брайсгау (нем. Museum für Neue Kunst, Freiburg im Breisgau) — муниципальная художественная галерея в городе Фрайбург-им-Брайсгау (земля Баден-Вюртемберг), открытая в 1985 году; музей расположен в необарочном здании, построенном в 1902 году и в котором раньше размещалась школа для девочек; здание было перестроено в 1984—1985 годах с целью создания выставочного пространства; в музейном фонде представлены работы от классического модернизма до современного искусства; проводится временные тематические выставки.

## История и описание
Муниципальный музей современного искусства «MNK Freiburg» открылся во городе Фрайбург-им-Брайсгау в 1985 году; он расположился в необарочном здании по адресу улица Мариенштрассе, дом 10а — перестроенном в период с 1984 по 1985 год на средства фонда «Adelhausenstiftung». Само музейное здание являлось бывшей женской школой для девочек Адельхаузен (Mädchen-Bürgerschule Adelhausen) и было построено в 1902 году. Деятельность музея поддерживается художественном союзом «Förderverein Museum für Neue Kunst Freiburg e.V.»; с июня 2012 года директором музея является историк искусства Кристина Литц (род. 1967), которая сменила на этом посту Йохена Людвига. В 2011 году музей посетило 25 015 человек, а в 2012 — 37 189.
В музейном фонде Фрайбурга представлены работы, созданные в рамках различных художественных течений XX—XXI веков: от классического модернизма до современного искусства. В музее также регулярно проводятся временные тематические выставки произведений современных авторов — как известных, так и начинающих. В коллекции представлено значительное собрание работ экспрессионистов и представителей новой вещественности — наравне с конкретным искусством, лирической абстракцией и ташизмом. Среди авторов работ есть такие художники как Лионель Фейнингер, Отто Дикс, Эрих Хеккель, Карл Хофер, Август Макке, Рудольф Дишингер и Вилли Баумейстер, а также Эмиль Шумахер, Карл Отто Гёц и Рупрехт Гейгер. Отдельный зал музея посвящен художнику-абстракционисту Юлиусу Биссье, родившемуся во Фрайбурге.
В период с конца октября 2018 по конец марта 2019 года в Музее современного искусства прошла масштабная временная групповая выставка «To Catch a Ghost», в рамках которой были представлены работы более сорока художников и скульпторов, включая Мартина Дислера. С сентября 2017 по январь 2018 года коллектив «Desire Machine Collective» — совместно с двумя другими группами — представил свою экспозицию «Grounds for Hope Type».